# Крісанов Дмитро Володимирович
Дмитро Володимирович Крісанов (нар. 10 серпня 1977, Запоріжжя УРСР) — український футболіст, півзахисник.

## Життєпис
Розпочинав грати в СДЮСШОР «Металург» з міста Запоріжжя. Професійну кар'єру розпочав у клубу «Даліс», пізніше грав за мелітопольське «Торпедо» і Запоріжжя. У 1999 році перейшов в одеський «Чорноморець», в якому провів 30 матчів. У 2002 році підписав контракт з охтирським «Нафтовиком». Пізніше грав за команду першої ліги «Оболонь» і за клуб з другої ліги «Полтава». Останнім клубом був кримський «ІгроСервіс».